# Horrible Bosses: The Original Motion Picture Soundtrack
Horrible Bosses: The Original Motion Picture Soundtrack est la bande originale du film Comment tuer son boss ?, sortie le 5 juin 2011,.

## Liste des titres
| Horrible Bosses: The Original Motion Picture Soundtrack | Horrible Bosses: The Original Motion Picture Soundtrack | Horrible Bosses: The Original Motion Picture Soundtrack             | Horrible Bosses: The Original Motion Picture Soundtrack | Horrible Bosses: The Original Motion Picture Soundtrack | Horrible Bosses: The Original Motion Picture Soundtrack | Horrible Bosses: The Original Motion Picture Soundtrack | Horrible Bosses: The Original Motion Picture Soundtrack | Horrible Bosses: The Original Motion Picture Soundtrack | Horrible Bosses: The Original Motion Picture Soundtrack |
| No                                                      | Titre                                                   | Artiste                                                             | Durée                                                   |                                                         |                                                         |                                                         |                                                         |                                                         |                                                         |
| ------------------------------------------------------- | ------------------------------------------------------- | ------------------------------------------------------------------- | ------------------------------------------------------- | ------------------------------------------------------- | ------------------------------------------------------- | ------------------------------------------------------- | ------------------------------------------------------- | ------------------------------------------------------- | ------------------------------------------------------- |
| 1.                                                      | Motel Meet Up                                           | Christopher Lennertz, Mike McCready & Money Mark                    | 1:13                                                    |                                                         |                                                         |                                                         |                                                         |                                                         |                                                         |
| 2.                                                      | Total Fucking Asshole                                   | Christopher Lennertz                                                | 2:34                                                    |                                                         |                                                         |                                                         |                                                         |                                                         |                                                         |
| 3.                                                      | Heart Attack                                            | Christopher Lennertz, Mike McCready & Money Mark                    | 0:51                                                    |                                                         |                                                         |                                                         |                                                         |                                                         |                                                         |
| 4.                                                      | Whose Promotion?                                        | Christopher Lennertz                                                | 1:31                                                    |                                                         |                                                         |                                                         |                                                         |                                                         |                                                         |
| 5.                                                      | Fucker                                                  | Christopher Lennertz, Mike McCready, Money Mark & Chris Chaney      | 2:38                                                    |                                                         |                                                         |                                                         |                                                         |                                                         |                                                         |
| 6.                                                      | Hey Dickwad...What the Fuck?                            | Christopher Lennertz, Mike McCready & Dave Levita                   | 1:43                                                    |                                                         |                                                         |                                                         |                                                         |                                                         |                                                         |
| 7.                                                      | Can You See My Pussy?                                   | Christopher Lennertz                                                | 1:38                                                    |                                                         |                                                         |                                                         |                                                         |                                                         |                                                         |
| 8.                                                      | Let's Kill This Bitch                                   | Christopher Lennertz, Mike McCready, Money Mark & Chris Chaney      | 0:25                                                    |                                                         |                                                         |                                                         |                                                         |                                                         |                                                         |
| 9.                                                      | Gimme That Dong Dale                                    | Christopher Lennertz, Stefan Lessard, Money Mark & Matt Chamberlain | 0:59                                                    |                                                         |                                                         |                                                         |                                                         |                                                         |                                                         |
| 10.                                                     | Wet Work                                                | Christopher Lennertz                                                | 1:39                                                    |                                                         |                                                         |                                                         |                                                         |                                                         |                                                         |
| 11.                                                     | Men Seeking A Man                                       | Christopher Lennertz                                                | 0:51                                                    |                                                         |                                                         |                                                         |                                                         |                                                         |                                                         |
| 12.                                                     | Mother Fucker Jones                                     | Christopher Lennertz, Money Mark, Victor Indrizzo & Chris Chaney    | 0:59                                                    |                                                         |                                                         |                                                         |                                                         |                                                         |                                                         |
| 13.                                                     | Douchebag Museum                                        | Christopher Lennertz                                                | 1:14                                                    |                                                         |                                                         |                                                         |                                                         |                                                         |                                                         |
| 14.                                                     | Crazy Bitch Whore                                       | Christopher Lennertz, Stefan Lessard, Money Mark & Matt Chamberlain | 1:23                                                    |                                                         |                                                         |                                                         |                                                         |                                                         |                                                         |
| 15.                                                     | Coke In A Dustbuster                                    | Christopher Lennertz, Stefan Lessard, Money Mark & Matt Chamberlain | 3:13                                                    |                                                         |                                                         |                                                         |                                                         |                                                         |                                                         |
| 16.                                                     | Four Honks                                              | Christopher Lennertz                                                | 1:03                                                    |                                                         |                                                         |                                                         |                                                         |                                                         |                                                         |
| 17.                                                     | These People Fucking Love Cats                          | Christopher Lennertz, Money Mark & Dave Levita                      | 1:47                                                    |                                                         |                                                         |                                                         |                                                         |                                                         |                                                         |
| 18.                                                     | Penis...Peanuts                                         | Christopher Lennertz, Mike McCready, Money Mark & Victor Indrizzo   | 1:28                                                    |                                                         |                                                         |                                                         |                                                         |                                                         |                                                         |
| 19.                                                     | Raped In Prison                                         | Christopher Lennertz & Money Mark                                   | 1:08                                                    |                                                         |                                                         |                                                         |                                                         |                                                         |                                                         |
| 20.                                                     | Harkin Finds The Phone                                  | Christopher Lennertz                                                | 1:08                                                    |                                                         |                                                         |                                                         |                                                         |                                                         |                                                         |
| 21.                                                     | We Got The Cheese                                       | Christopher Lennertz, Mike McCready, Money Mark & Chris Chaney      | 1:02                                                    |                                                         |                                                         |                                                         |                                                         |                                                         |                                                         |
| 22.                                                     | Penis Shaped Food                                       | Christopher Lennertz, Stefan Lessard, Money Mark & Matt Chamberlain | 0:48                                                    |                                                         |                                                         |                                                         |                                                         |                                                         |                                                         |
| 23.                                                     | Ipso Facto                                              | Christopher Lennertz, Stefan Lessard & Davey Chedwiggen             | 1:10                                                    |                                                         |                                                         |                                                         |                                                         |                                                         |                                                         |
| 24.                                                     | Blackmailing Harkin                                     | Christopher Lennertz, Stefan Lessard, Money Mark & Aaron Kaplan     | 2:41                                                    |                                                         |                                                         |                                                         |                                                         |                                                         |                                                         |
| 25.                                                     | Car Chase...Dancing On Boobies                          | Christopher Lennertz, Mike McCready, Money Mark & Chris Chaney      | 1:26                                                    |                                                         |                                                         |                                                         |                                                         |                                                         |                                                         |
| 26.                                                     | Confessing To Gregory                                   | Christopher Lennertz, Cheapshot & Aaron Kaplan                      | 1:48                                                    |                                                         |                                                         |                                                         |                                                         |                                                         |                                                         |
| 27.                                                     | Harkin Goes Down...I Fucked Your Wife                   | Christopher Lennertz, Mike McCready & Aaron Kaplan                  | 3:18                                                    |                                                         |                                                         |                                                         |                                                         |                                                         |                                                         |
| 28.                                                     | Oh Fuck                                                 | Christopher Lennertz, Money Mark & Chris Chaney                     | 1:53                                                    |                                                         |                                                         |                                                         |                                                         |                                                         |                                                         |
| 29.                                                     | Pissing In A Playground                                 | Christopher Lennertz, Chris Chaney, Money Mark & Victor Indrizzo    | 3:07                                                    |                                                         |                                                         |                                                         |                                                         |                                                         |                                                         |
| 30.                                                     | Tour Of The Mouth                                       | Christopher Lennertz, Money Mark, Victor Indrizzo & Dave Levita     | 3:21                                                    |                                                         |                                                         |                                                         |                                                         |                                                         |                                                         |
| 31.                                                     | Your Balls Are So Smooth                                | Christopher Lennertz, Money Mark, Victor Indrizzo & Chris Chaney    | 3:04                                                    |                                                         |                                                         |                                                         |                                                         |                                                         |                                                         |
| 32.                                                     | Murdering Some Ass                                      | Christopher Lennertz, Mike McCready, Money Mark & Chris Chaney      | 7:12                                                    |                                                         |                                                         |                                                         |                                                         |                                                         |                                                         |
| 33.                                                     | This Is How I Roll                                      | Money Mark                                                          | 2:20                                                    |                                                         |                                                         |                                                         |                                                         |                                                         |                                                         |
| 1:02:55                                                 |                                                         |                                                                     |                                                         |                                                         |                                                         |                                                         |                                                         |                                                         |                                                         |